# NGC 1798
NGC 1798 ist ein offener Sternhaufen vom Trumpler-Typ II2m im Sternbild Auriga, der eine scheinbare Helligkeit von 10,0 mag hat. Das Objekt wurde im Jahre 1885 von Edward Barnard entdeckt.